# Воля-Мястковська
Воля-Мястковська (пол. Wola Miastkowska) — село в Польщі, у гміні Мясткув-Косьцельни Ґарволінського повіту Мазовецького воєводства.
Населення — 249 осіб (2011).
У 1975-1998 роках село належало до Седлецького воєводства.

## Демографія
Демографічна структура станом на 31 березня 2011 року:
|          | Загалом | Допрацездатний вік | Працездатний вік | Постпрацездатний вік |
| -------- | ------- | ------------------ | ---------------- | -------------------- |
| Чоловіки | 129     | 22                 | 95               | 12                   |
| Жінки    | 120     | 20                 | 62               | 38                   |
| Разом    | 249     | 42                 | 157              | 50                   |